# Jakub Urbaniak
Jakub Witor Urbaniak (Wałbrzych, 12 de enero de 2003) es un jugador de baloncesto polaco que juega de ala-pívot en el Club Baloncesto Gran Canaria de la Liga Endesa española.

## Trayectoria
Nacido en Wałbrzych, es un ala-pívot formado en las categorías inferiores del Unicaja Málaga en el que llegó a jugar hasta 2021.
En la temporada 2021-22, firma por el GBA Sojky Pelhrimov de la República Checa.
En la temporada 2022-23, firma por el Trefl Sopot de la Polska Liga Koszykówki.
En la temporada 2023-24, firma por el Club Baloncesto Gran Canaria y sería asignado a su filial de la Liga LEB Plata. Jakub promedió 15,1 puntos, 7,6 rebotes y 14,6 créditos de valoración en los 29 minutos de media que disputó en 28 compromisos en la LEB Plata, recibiendo el MVP de la competición en las jornadas 5 y 20 de liga.
El 8 de junio de 2024, es confirmado como jugador de la primera plantilla del Club Baloncesto Gran Canaria de la Liga Endesa para temporada 2024-25.

## Selección nacional
Ha formado parte de la selección de baloncesto de Polonia en categorías inferiores. En 2022 y 2023 disputó con la selección sub-20 el Eurobasket de la categoría.